# Campionati del mondo di corsa in montagna 1997
I Campionati del mondo di corsa in montagna 1997 si sono disputati a Malé Svatoňovice, nella Repubblica Ceca, il 7 settembre 1997 sotto il nome di "World Trophy". Il titolo maschile è stato vinto da Marco De Gasperi, quello femminile da Isabelle Guillot. Per la seconda volta si è disputato un mondiale riservato alla categoria Donne Juniores (il primo mondiale si disputò nel 1992 in Val di Susa).

## Uomini Seniores
Individuale
| Pos.    | Atleta           | Nazione       | Tempo  |
| ------- | ---------------- | ------------- | ------ |
| Oro     | Marco De Gasperi | Italia        | 54'11" |
| Argento | Davide Milesi    | Italia        | 54'25" |
| Bronzo  | Thierry Breuil   | Francia       | 54'29" |
| 4       | Aaron Strong     | Nuova Zelanda | 54'35" |
| 5       | Malchem Owen     | Sudafrica     | 54'35" |
| 6       | Robert Petro     | Slovacchia    | 55'05" |
| 7       | Lucio Fregona    | Italia        | 55'16" |
| 8       | Antonio Molinari | Italia        | 55'18" |
| 9       | Billy Burns      | Inghilterra   | 55'38" |
| 10      | Thierry Icart    | Francia       | 56'10" |

Squadre
| Pos.    | Squadra     | Punti |
| ------- | ----------- | ----- |
| Oro     | Italia      | 18    |
| Argento | Francia     | 44    |
| Bronzo  | Inghilterra | 69    |

## Uomini Juniores
Individuale
| Pos.    | Atleta             | Nazione    | Tempo  |
| ------- | ------------------ | ---------- | ------ |
| Oro     | Petr Losman        | Rep. Ceca  | 37'27" |
| Argento | Roberto Del Soglio | Italia     | 37'53" |
| Bronzo  | Martin Bialek      | Slovacchia | 37'58" |
| 4       | Lukas Eberle       | Svizzera   | 38'16" |
| 5       | Andrews Davies     | Galles     | 38'32" |
| 6       | Alessio Conti      | Italia     | 38'40" |
| 7       | Alexei Vesselov    | Russia     | 38'57" |
| 8       | Alberto Mosca      | Italia     | 39'01" |
| 9       | Gabriele Abate     | Italia     | 39'24" |
| 10      | Harry Thelis       | Belgio     | 39'37" |

Squadre
| Pos.    | Squadra   | Punti |
| ------- | --------- | ----- |
| Oro     | Italia    | 16    |
| Argento | Rep. Ceca | 32    |
| Bronzo  | Svizzera  | 41    |

## Donne Seniores
Individuale
| Pos.    | Atleta               | Nazione       | Tempo  |
| ------- | -------------------- | ------------- | ------ |
| Oro     | Isabelle Guillot     | Francia       | 40'27" |
| Argento | Jaroslava Bukvajova  | Slovacchia    | 40'43" |
| Bronzo  | Melissa Moon         | Nuova Zelanda | 41'26" |
| 4       | Catherine Lallemand  | Belgio        | 41'47" |
| 5       | Carol Greenwood      | Inghilterra   | 41'58" |
| 6       | Rosita Rota Gelpi    | Italia        | 42'04" |
| 7       | Benedicte Molle      | Francia       | 42'16" |
| 8       | Flavia Gaviglio      | Italia        | 42'34" |
| 9       | Martine Javerzac P.  | Francia       | 43'08" |
| 10      | Maria Grazia Roberti | Italia        | 43'24" |

Squadre
| Pos.    | Squadra    | Punti |
| ------- | ---------- | ----- |
| Oro     | Francia    | 17    |
| Argento | Italia     | 24    |
| Bronzo  | Slovacchia | 38    |

## Donne Juniores
Individuale
| Pos.    | Atleta              | Nazione     | Tempo  |
| ------- | ------------------- | ----------- | ------ |
| Oro     | Victoria Wilkinson  | Inghilterra | 21'59" |
| Argento | Jennifer Wischnath  | Germania    | 22'11" |
| Bronzo  | Suzana Kocumova     | Rep. Ceca   | 22'33" |
| 4       | Samantha Gray       | Galles      | 22'57" |
| 5       | Cornelia Heinzle    | Austria     | 23'07" |
| 6       | Lucie Navratilova   | Rep. Ceca   | 23'15" |
| 7       | Francesca Rastelli  | Italia      | 23'23" |
| 8       | Nedeja Timefeeva    | Russia      | 23'24" |
| 9       | Laura Grossaman     | Scozia      | 23'48" |
| 10      | Charlotte Sandreson | Inghilterra | 24'04" |

Squadre
| Pos.    | Squadra     | Punti |
| ------- | ----------- | ----- |
| Oro     | Rep. Ceca   | 9     |
| Argento | Inghilterra | 11    |
| Bronzo  | Italia      | 18    |

## Medagliere
| Posizione | Paese         | Oro | Argento | Bronzo | Totale |
| --------- | ------------- | --- | ------- | ------ | ------ |
| 1         | Italia        | 3   | 3       | 1      | 7      |
| 2         | Rep. Ceca     | 2   | 1       | 1      | 4      |
| 2         | Francia       | 2   | 1       | 1      | 4      |
| 4         | Inghilterra   | 1   | 1       | 1      | 3      |
| 5         | Slovacchia    | 0   | 1       | 2      | 3      |
| 6         | Germania      | 0   | 1       | 0      | 1      |
| 7         | Nuova Zelanda | 0   | 0       | 1      | 1      |
| 7         | Svizzera      | 0   | 0       | 1      | 1      |